# Dolina Czerwona

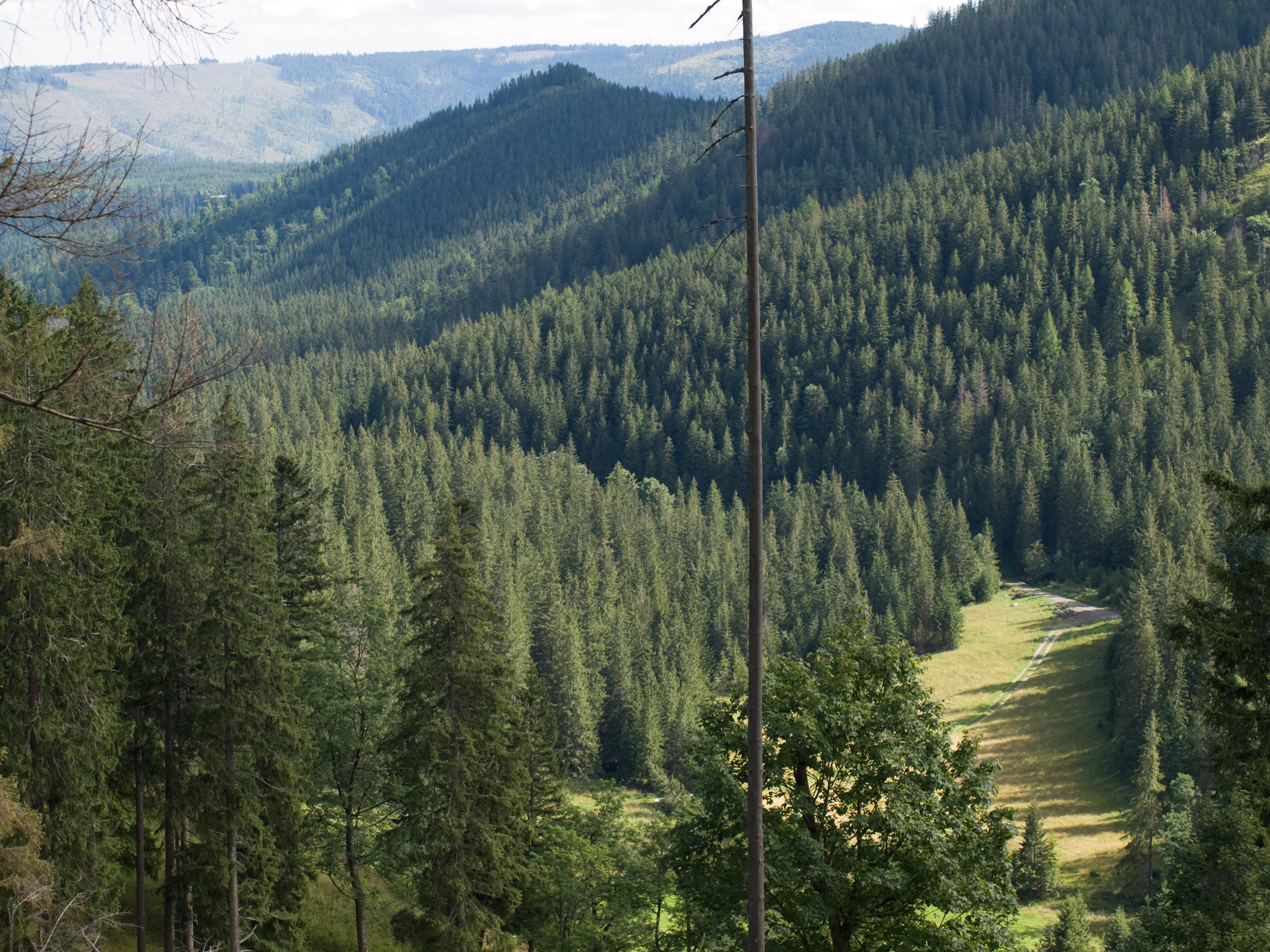
Dolina Czerwona – na jej dnie Czerwona Polana, a w tle Gombosi Wierch

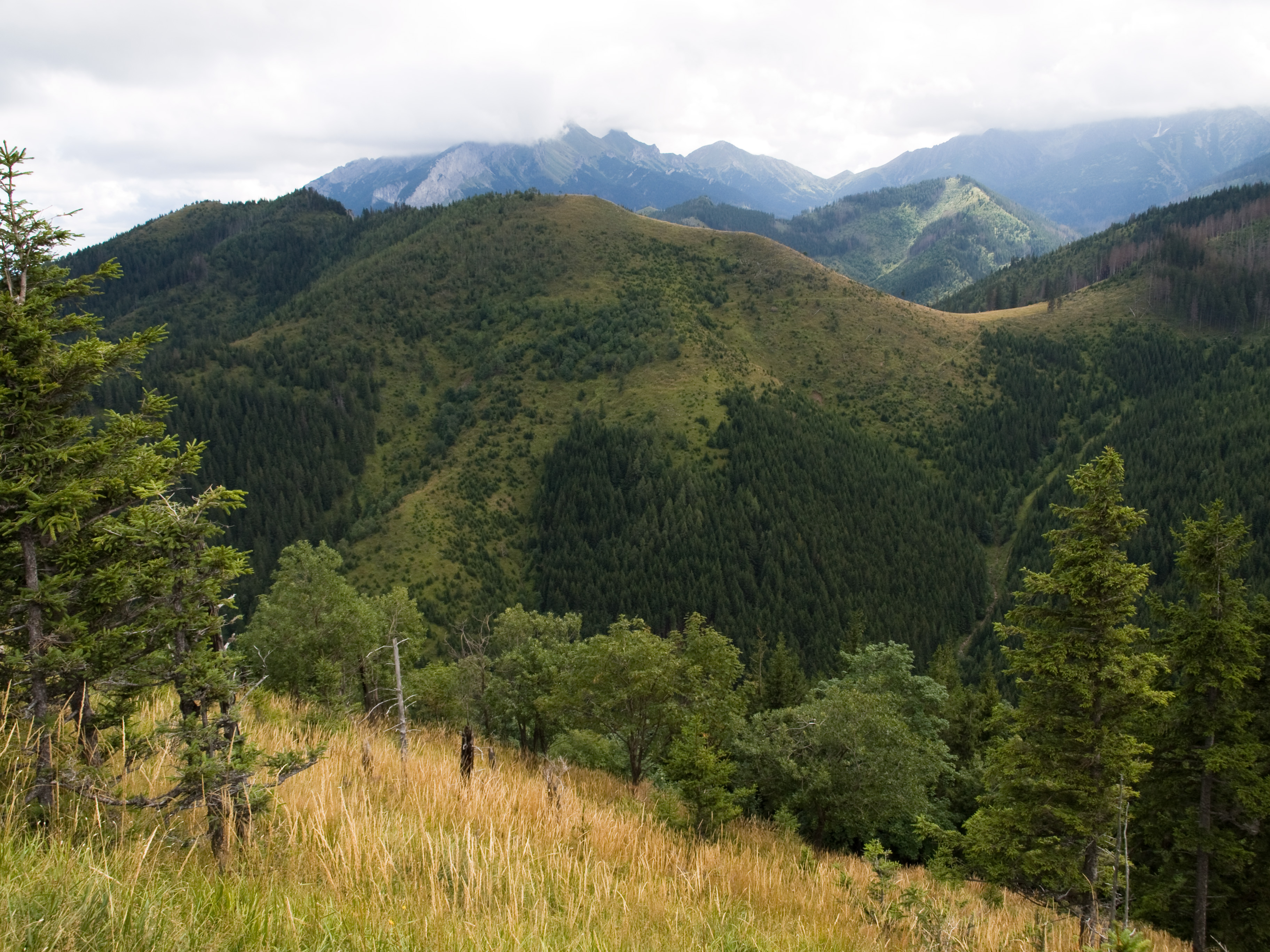
Dolina Czerwona w dole, powyżej jej Karczmarski Wierch i przełęcz Stary Szałas

Dolina Czerwona, błędnie Dolina Czerwienna (słow. Červená dolina) – dolina o długości ok. 2 km stanowiąca wschodnią odnogę Doliny Białki w słowackiej części Tatr Wysokich.

## Topografia
Dolina Czerwona graniczy:
- od zachodu z główną osią Doliny Białki, oddzielona granią odchodzącą na północny zachód od wierzchołka Golicy Jaworzyńskiej (Holica), w której wyróżnia się następujące wzniesienia: Zadnia Cisowa Czuba (Zadná Tisovka), Skrajna Cisowa Czuba (Predná Tisovka) i Czerwona Skałka (Červená skalka),
- od północnego wschodu z Doliną Białego Potoku, oddzielona Karczmarskim Wierchem (Skalka) i jego ramieniem biegnącym w kierunku Gombosiego Wierchu (Gombošov vrch),
- od południowego wschodu z Doliną Szeroką (Široká dolina), oddzielona fragmentem północno-zachodniego ramienia Szerokiej Jaworzyńskiej (Široká).

## Opis
Dolina Czerwona leży nieco na południe od Łysej Polany (Lysá Poľana), od południa ograniczona jest przez Golicę Jaworzyńską, w której to stoki się wrzyna. Ma ona kilka żlebowatych odnóg, które leżą głównie po jej wschodniej stronie i w jej wyższych partiach. Jej największym ciekiem wodnym jest Czerwony Potok (Červený potok, błędnie Czerwienny Potok), który powstaje w północnych stokach Golicy Jaworzyńskiej i wpada do Białki nieopodal Łysej Polany. Czerwony Potok ma kilka małych dopływów w obrębie Doliny Czerwonej. Dolina Czerwona jest doliną gęsto zalesioną, jednak w jej środkowej części znajduje się duża Czerwona Polana (Červená poľana, błędnie Czerwienna Polana), która znajduje się na wysokości 1100–1135 m n.p.m. i rozpościera się nad zachodnim brzegiem Czerwonego Potoku. Przez Dolinę Czerwoną nie biegną żadne znakowane szlaki turystyczne, gdyż znajduje się na obszarze ochrony ścisłej, którym objęty jest cały masyw Szerokiej Jaworzyńskiej.

## Historia
Dolina Czerwona była niegdyś popularnym terenem pasterskim. Na Czerwonej Polanie stały dawniej szopy i szałasy pasterzy z Jurgowa. Poza tym cała Dolina Czerwona należała do dóbr jaworzyńskich i stanowiła od dawna teren myśliwski. Od 1949 r. wchodzi w skład rezerwatu ścisłego TANAP-u.